# Bromek aklidyny
Bromek aklidyny (łac. aclidinii bromidum) – wielofunkcyjny organiczny związek chemiczny z grupy  inhibitorów receptorów muskarynowych (M1–M5).  Stosuje się go jako wziewny lek rozszerzający oskrzela w przewlekłej obturacyjnej chorobie płuc. 

## Mechanizm działania
Bromek aklidyny jest długo działającym, wybiórczym antagonistą receptorów muskarynowych. Poprzez wiązanie się z receptorami muskarynowymi w mięśniówce gładkiej oskrzeli hamuje cholinergiczne (zwężające oskrzela) działanie acetylocholiny wydzielanej na zakończeniach nerwów przywspółczulnych. Wykazuje podobne powinowactwo do poszczególnych podtypów receptora muskarynowego (od M1 do M5). Działając jako kompetycyjny i odwracalny antagonista receptorów M3 w drogach oddechowych, powoduje rozszerzenie oskrzeli. Działanie to jest zależne od dawki i utrzymuje się ponad 24 godziny.

## Farmakokinetyka i metabolizm
Do płuc dostarczone zostaje około 30% dawki odmierzonej z inhalatora. Bromek aklidyny jest szybko wchłaniany z płuc i jest szybko rozkładany w osoczu poprzez hydrolizę przez butyrylocholinoesterazę do nieaktywnych pochodnych hydroksylowych i karboksylowych. Stężenie pochodnych karboksylowych jest ponad 100 razy wyższe od stężenia pochodnych karboksylowych oraz leku w postaci niezmienionej. Do krążenia ogólnego dostaje się poniżej 5%  przyjętej dawki w niezmienionej postaci. Maksymalne stężenie we krwi osiąga u zdrowych ochotników po 5 minutach od inhalacji, a po 15 minutach u chorych z POChP. Czas półtrwania wynosi od 2 do 3 godzin. Metabolity hydroksylowe wiążą się z albuminami w 15%, natomiast metabolity karboksylowe w 87%. Bromek aklidyny nie jest ani inhibitorem cytochromu P450, ani jego inicjatorem.

## Zastosowania

### Wskazania
Podtrzymujące leczenie rozszerzające oskrzela w celu złagodzenia objawów u dorosłych pacjentów z POChP.

## Interakcje
Nie przeprowadzono badań klinicznych oceniających interakcje bromku aklidyny z innymi lekami. Podczas badań klinicznych oceniających skuteczność leku nie stwierdzono interakcji farmakokinetycznych z beklometazonem, betametazonem, budezonidem, cyklezonidem, flutikazonem, mometazonem, prednizonem, salbutamolem i teofiliną, natomiast stosowanie bromku glikopironiowego, bromku ipratropiowego, bromku oksytropiowego, bromku tiotropiowego i bromku umeklidyniowego z bromkiem aklidyny jest przeciwwskazane w związku ze zwiększonym ryzykiem sumowania się działań niepożądanych i efektu antycholinergicznego. 

## Przeciwwskazania i środki ostrożności

### Przeciwwskazania
Istnieją następujące przeciwwskazania stosowania leku:
- znana nadwrażliwość na bromek aklidyny lub którykolwiek ze składników pomocniczych
- astma oskrzelowa
- wystąpienie paradoksalnego skurczu oskrzeli po bromku aklidyny
- galaktozemia
- niedobór laktazy
- zespół złego wchłaniania glukozy-galaktozy

### Środki ostrożności
Należy zachować ostrożność u pacjentów z następującymi schorzeniami:
- zaburzenia rytmu serca rozpoznane w ciągu ostatnich 3 miesięcy
- niestabilna choroba niedokrwienna serca w ciągu ostatnich 6 miesięcy
- zawał mięśnia sercowego w ciągu ostatnich 6 miesięcy
- hospitalizacja niewydolności serca w III lub IV stopniu według skali NYHA w ciągu ostatnich 12 miesięcy
- objawowy łagodny rozrost gruczołu krokowego
- jaskra z wąskim kątem przesączania

## Działania niepożądane
Podczas badań klinicznych stwierdzono następujące działania niepożądane:
| Definicje częstości występowania zdarzeń niepożądanych | Definicje częstości występowania zdarzeń niepożądanych |
| ------------------------------------------------------ | ------------------------------------------------------ |
| bardzo często                                          | ≤1/10                                                  |
| często                                                 | ≥1/100 – <1/10                                         |
| niezbyt często                                         | ≥1/1000 – <1/100                                       |
| rzadko                                                 | ≥1/10 000 – <1/1000                                    |
| bardzo rzadko                                          | <1/10 000                                              |

| Układ zgodnie klasyfikacją MedDRA | Działanie niepożądane        | Częstość występowania |
| --------------------------------- | ---------------------------- | --------------------- |
| Zakażenia                         | zapalenie zatok przynosowych | często                |
| Zakażenia                         | przeziębienie                | często                |
| Układ odpornościowy               | nadwrażliwość                | rzadko                |
| Układ odpornościowy               | obrzęk naczynioruchowy       | nieznana              |
| Układ nerwowy                     | ból głowy                    | często                |
| Wzrok                             | niewyraźne widzenie          | niezbyt często        |
| Układ krążenia                    | tachykardia                  | niezbyt często        |
| Układ oddechowy                   | kaszel                       | często                |
| Układ oddechowy                   | chrypka                      | niezbyt często        |
| Układ pokarmowy                   |                              |                       |
| biegunka                          | często                       |                       |
| suchość w jamie ustnej            | niezbyt często               |                       |
| Skóra i tkanka podskórna          | wysypka                      | niezbyt często        |
| Skóra i tkanka podskórna          | świąd                        | niezbyt często        |
| Układ moczowo-płciowy             | zatrzymanie moczu            | niezbyt często        |

## Dawkowanie
Dawkowanie dla osób dorosłych: 312 μg wziewnie dwa razy na dobę. Leku nie należy stosować u osób poniżej 18 lat. Nie ma konieczności dostosowywania dawki leku dla pacjentów w podeszłym wieku, ani dla cierpiących na zaburzenia czynności nerek lub wątroby.

### Wpływ na prowadzenie pojazdów
Nie przeprowadzono badań klinicznych oceniających wpływ bromku aklidyny na prowadzenie pojazdów i obsługę urządzeń mechanicznych, lek może jednak powodować ból głowy lub niewyraźne widzenie, co może wpływać negatywnie na wykonywanie tych czynności.

### Płodność, ciąża i laktacja
Brak danych dotyczących stosowania bromku aklidyny w ciąży oraz w okresie karmienia piersią ze względu na brak informacji o możliwości przenikania leku do ludzkiego mleka.

#### Ciąża
Bromek aklidyny można stosować w ciąży jedynie jeżeli spodziewane korzyści przewyższają potencjalne zagrożenia. 

#### Okres karmienia piersią
Ze względu na prawdopodobieństwo przenikania leku do ludzkiego mleka w okresie karmienia piersią należy rozważyć, biorąc pod uwagę zarówno dobro kobiety jak dobro dziecka, czy należy przerwać pobieranie bromku aklidyny czy karmienie piersią. 

#### Płodność
Wpływ bromku aklidyny na płodność jest mało prawdopodobny przy stosowaniu zalecanych dawek. 

### Sposób zażywania
Bromek aklidyny podawany jest wziewnie dwa razy na dobę przez inhalator. 

### Przedawkowanie
Nie ma specyficznych zaleceń dotyczących postępowania w przedawkowaniu bromku aklidyny. W badaniach klinicznych maksymalna przyjęta dawka przez zdrowych ochotników wynosiła 6000 μg, po której nie wystąpiły żadne swoiste objawy. 
Stosowanie dużych dawek bromku aklidyny może spowodować wystąpienie objawów zahamowania układu przywspółczulnego. Ostre zatrucie jest mało prawdopodobne ze względu na małą dostępność biologiczną po podaniu doustnym oraz obecność w inhalatorze mechanizmu wyzwalania dawki oddechem.

## Preparaty

### Unia Europejska
Preparaty zarejestrowane w krajach Unii Europejskiej
- Bretaris Genuair
- Eklira Genuair

### Inne kraje
Preparaty zarejestrowane w Stanach Zjednoczonych
- Tudorza Pressair